# 石茅
石茅（学名：Sorghum halepense）又名约翰逊草(英語：Johnson grass)、假高梁，为禾本科高粱属下的一个种。

## 扩展阅读
- 維基物種上的相關：石茅